# Steeple
Pour les articles homonymes, voir Steeple chase.

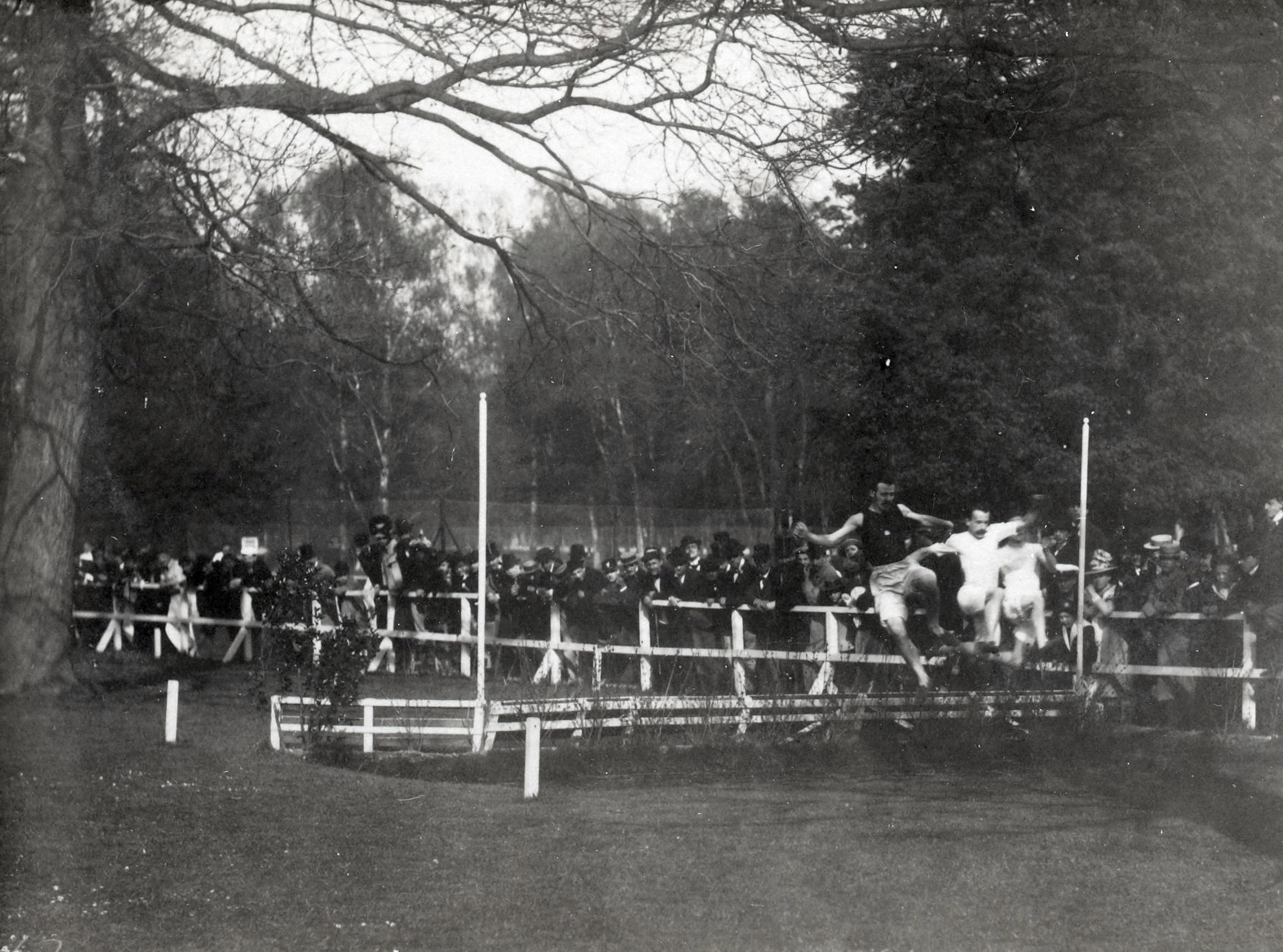
Grand Steeple-chase National, à Paris -ici à la rivière- (bois de Boulogne - RCF), en 1898 (1er Freemann, 2e Genet, 3e Ocudo).

En athlétisme, le steeple, en anglais : steeplechase, est une course de demi-fond avec obstacles. Longue de 3 000 m, c'est une discipline technique, avec de nombreux changements de rythmes imposés par le franchissement de cinq barrières tous les 400 m dont une barrière avec « rivière ». La course de steeple se déroule plus rarement sur 2 000 m.
Le record du monde du 3 000 m steeple est détenu par l'Éthiopien Lamecha Girma en 7 min 52 s 11, réalisé à Paris le 9 juin 2023. La Kényane Beatrice Chepkoech détient depuis le 20 juillet 2018 à Monaco le record du monde féminin en 8 min 44 s 32.

## Règlement
La distance parcourue est de 3 000 m, soit sept tours et demi de stade. Les 228 premiers mètres jusqu'à la ligne d'arrivée s'effectuent sans barrière. La première barrière se situe 25 m après la ligne d'arrivée. Lors de chacun des sept tours suivants, les coureurs franchissent cinq barrières, dont celle de la rivière,, réparties sur le tour de piste avec un espacement de 80 m. La hauteur des barrières est de 914 mm pour les hommes et de 762 mm pour les femmes. Contrairement aux épreuves de haies, les barrières sont fixes.
La rivière, que les coureurs doivent franchir, est associée à la quatrième barrière du tour de piste. Sa largeur est de 3,66 m. Le fossé, profond de 70 cm au niveau de la haie s'élève progressivement jusqu'au niveau de la piste à son autre extrémité. Les coureurs doivent allonger leur saut pour ne pas être ralentis par une réception dans une trop grande profondeur d'eau.
Selon les normes internationales, la rivière doit être à l'intérieur du virage, ce qui réduit le tour de piste à 396 m. Sur certains stades cet obstacle est situé à l'extérieur du virage ; les tours de piste font dans ce cas plus de 400 m et le début de course sans obstacle est réduit.
Les meilleurs spécialistes franchissent les barrières, sauf celle de la rivière, sans y poser le pied.

## Histoire

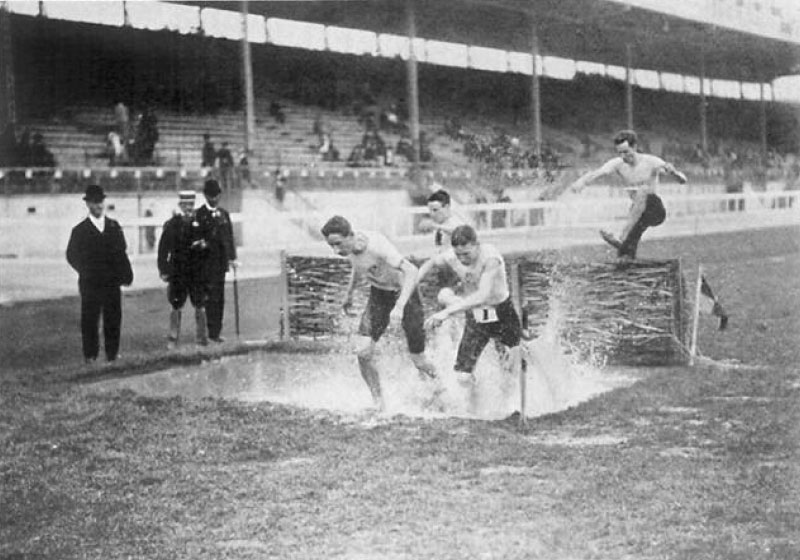
Épreuve de steeple aux Jeux olympiques de Londres 1908

Le steeple chase était à l'origine une course de chevaux qui se courait de clocher d'église en clocher d'église (steeple signifie clocher en anglais). On admet que la première course de steeple-chase eut lieu en 1752 entre les églises de Doneraile et de Buttevant dans le comté de Cork en Irlande. La première course engageant plus de deux cavaliers eut lieu en 1792 en Angleterre.
Des compétitions analogues impliquant des humains se sont ensuite développées au XIXe siècle, principalement en Angleterre et en Écosse. Les premières courses ressemblaient en fait au cross-country actuel. Le 2 500 m steeple est apparu aux Jeux olympiques de Paris en 1900. Il a été remplacé par le 3 200 m steeple en 1908 puis par le 3 000 m steeple en 1920. Le 3 000 m steeple féminin n'était pas au programme lors des Jeux olympiques de 2004, mais figurait au programme des Championnats du monde d'athlétisme 2005 à Helsinki. Depuis les Jeux olympiques de 1968, le steeple est dominé par les athlètes kenyans.

## Records

### Records du monde
Le record du monde du 3 000 m steeple masculin est détenu par l'Éthiopien Lamecha Girma en 7 min 52 s 11, réalisé à Paris le 9 juin 2023. Le 16 août 2002, Brahim Boulami (Maroc) avait couru la distance en 7 min 53 s 17, mais le record ne fut jamais homologué en raison d'un contrôle positif à l'EPO.
Le record du monde féminin est détenu par la Kényane Beatrice Chepkoech qui réalise le temps de 8 min 44 s 32 le 20 juillet 2018 lors du meeting de Monaco, améliorant de 8 secondes le précédent record.

### Records continentaux
| Continent                                                 | Hommes (au 14 juillet 2024) | Hommes (au 14 juillet 2024) | Hommes (au 14 juillet 2024) | Hommes (au 14 juillet 2024) | Femmes (au 6 août 2024) | Femmes (au 6 août 2024) | Femmes (au 6 août 2024) | Femmes (au 6 août 2024) |
| Continent                                                 | Temps                       | Athlète                     | Nation                      | Date                        | Temps                   | Athlète                 | Nation                  | Date                    |
| --------------------------------------------------------- | --------------------------- | --------------------------- | --------------------------- | --------------------------- | ----------------------- | ----------------------- | ----------------------- | ----------------------- |
| Afrique (records)                                         | 7 min 52 s 11               | Lamecha Girma               | Éthiopie                    | 9 juin 2023                 | 8 min 44 s 32           | Beatrice Chepkoech      | Kenya                   | 20 juillet 2018         |
| Asie (records)                                            | 7 min 53 s 63               | Saif Saaeed Shaheen         | Qatar                       | 3 septembre 2004            | 8 min 50 s 66           | Winfred Yavi            | Bahreïn                 | 16 septembre 2023       |
| Europe (records)                                          | 8 min 00 s 09               | Mahiedine Mekhissi-Benabbad | France                      | 6 juillet 2013              | 8 min 58 s 67           | Alice Finot             | France                  | 6 août 2024             |
| Amérique du Nord, Amérique centrale et Caraïbes (records) | 8 min 00 s 45               | Evan Jager                  | États-Unis                  | 4 juillet 2015              | 8 min 57 s 77           | Courtney Frerichs       | États-Unis              | 21 août 2021            |
| Océanie (records)                                         | 8 min 9 s 64                | Geordie Beamish             | Nouvelle-Zélande            | 7 juillet 2024              | 9 min 14 s 28           | Genevieve LaCaze        | Australie               | 27 août 2016            |
| Amérique du Sud (records)                                 | 8 min 14 s 41               | Wander Moura                | Brésil                      | 22 mars 1995                | 9 min 25 s 99           | Belén Casetta           | Argentine               | 11 juin 2022            |

### Records de France
| Genre | Performance   | Athlète                     | Date           | Lieu         |
| ----- | ------------- | --------------------------- | -------------- | ------------ |
| M     | 8 min 0 s 09  | Mahiedine Mekhissi-Benabbad | 6 juillet 2013 | Saint-Denis  |
| F     | 8 min 58 s 67 | Alice Finot                 | 6 août 2024    | Saint- Denis |

### Athlètes les plus rapides
| Rang | Temps         | Athlète             | Lieu      | Date             |
| ---- | ------------- | ------------------- | --------- | ---------------- |
| 1    | 7 min 52 s 11 | Lamecha Girma       | Paris     | 9 juin 2023      |
| 2    | 7 min 53 s 63 | Saif Saaeed Shaheen | Bruxelles | 3 septembre 2004 |
| 3    | 7 min 53 s 64 | Brimin Kipruto      | Monaco    | 22 juillet 2011  |
| 4    | 7 min 54 s 31 | Paul Kipsiele Koech | Rome      | 31 mai 2012      |
| 5    | 7 min 55 s 28 | Brahim Boulami      | Bruxelles | 24 août 2001     |
| 6    | 7 min 55 s 72 | Bernard Barmasai    | Cologne   | 24 août 1997     |
| 7    | 7 min 55 s 76 | Ezekiel Kemboi      | Monaco    | 22 juillet 2011  |
| 8    | 7 min 56 s 16 | Moses Kiptanui      | Cologne   | 24 août 1997     |
| 9    | 7 min 56 s 68 | Soufiane el-Bakkali | Rabat     | 28 mai 2023      |
| 10   | 7 min 56 s 81 | Richard Mateelong   | Doha      | 11 mai 2012      |

| Rang | Temps         | Athlète            | Lieu    | Date              |
| ---- | ------------- | ------------------ | ------- | ----------------- |
| 1    | 8 min 44 s 32 | Beatrice Chepkoech | Monaco  | 20 juillet 2018   |
| 2    | 8 min 50 s 66 | Winfred Yavi       | Eugene  | 16 septembre 2023 |
| 3    | 8 min 52 s 78 | Ruth Jebet         | Paris   | 27 août 2016      |
| 4    | 8 min 53 s 02 | Norah Jeruto       | Eugene  | 20 juillet 2022   |
| 5    | 8 min 54 s 61 | Werkuha Getachew   | Eugene  | 20 juillet 2022   |
| 6    | 8 min 55 s 09 | Peruth Chemutai    | Eugene  | 25 mai 2024       |
| 7    | 8 min 56 s 08 | Mekides Abebe      | Eugene  | 20 juillet 2022   |
| 8    | 8 min 57 s 35 | Jackline Chepkoech | Londres | 23 juillet 2023   |
| 9    | 8 min 57 s 77 | Courtney Frerichs  | Eugene  | 21 août 2021      |
| 10   | 8 min 58 s 78 | Celliphine Chespol | Eugene  | 26 mai 2017       |

### Dix meilleures performances de tous les temps
| Rang | Temps         | Athlète             | Lieu      | Date             |
| ---- | ------------- | ------------------- | --------- | ---------------- |
| 1    | 7 min 52 s 11 | Lamecha Girma       | Paris     | 9 juin 2023      |
| 2    | 7 min 53 s 63 | Saif Saaeed Shaheen | Bruxelles | 3 septembre 2004 |
| 3    | 7 min 53 s 64 | Brimin Kipruto      | Monaco    | 22 juillet 2011  |
| 4    | 7 min 54 s 31 | Paul Kipsiele Koech | Rome      | 31 mai 2012      |
| 5    | 7 min 55 s 28 | Brahim Boulami      | Bruxelles | 24 août 2001     |
| 6    | 7 min 55 s 51 | Saif Saaeed Shaheen | Bruxelles | 26 août 2005     |
| 7    | 7 min 55 s 72 | Bernard Barmasai    | Cologne   | 24 août 1997     |
| 8    | 7 min 55 s 76 | Ezekiel Kemboi      | Monaco    | 22 juillet 2011  |
| 9    | 7 min 56 s 16 | Moses Kiptanui      | Cologne   | 24 août 1997     |
| 10   | 7 min 56 s 32 | Saif Saaeed Shaheen | Athènes   | 3 juillet 2006   |

| Rang | Temps         | Athlète            | Lieu      | Date              |
| ---- | ------------- | ------------------ | --------- | ----------------- |
| 1    | 8 min 44 s 32 | Beatrice Chepkoech | Monaco    | 20 juillet 2018   |
| 2    | 8 min 50 s 66 | Winfred Yavi       | Eugene    | 16 septembre 2023 |
| 3    | 8 min 51 s 67 | Beatrice Chepkoech | Eugene    | 16 septembre 2023 |
| 4    | 8 min 52 s 78 | Ruth Jebet         | Paris     | 27 août 2016      |
| 5    | 8 min 53 s 02 | Norah Jeruto       | Eugene    | 20 juillet 2022   |
| 6    | 8 min 53 s 65 | Norah Jeruto       | Eugene    | 21 août 2021      |
| 7    | 8 min 54 s 29 | Winfred Yavi       | Budapest  | 27 août 2023      |
| 8    | 8 min 54 s 61 | Werkuha Getachew   | Eugene    | 20 juillet 2022   |
| 9    | 8 min 54 s 61 | Peruth Chemutai    | Eugene    | 25 mai 2024       |
| 10   | 8 min 55 s 10 | Beatrice Chepkoech | Bruxelles | 31 août 2018      |

## Meilleures performances mondiales de l'année
| Année | Temps         | Athlète              | Nationalité          | Lieu           |
| ----- | ------------- | -------------------- | -------------------- | -------------- |
| 1968  | 8 min 24 s 2  | Jouko Kuha           | Finlande             | Stockholm      |
| 1969  | 8 min 22 s 2  | Vladimir Dudin       | Union soviétique     | Kiev           |
| 1970  | 8 min 21 s 98 | Kerry O'Brien        | Australie            | Berlin         |
| 1971  | 8 min 24 s 0  | Kerry O'Brien        | Australie            | Adelaïde       |
| 1972  | 8 min 20 s 8  | Anders Gärderud      | Suède                | Helsinki       |
| 1973  | 8 min 13 s 91 | Ben Jipcho           | Kenya                | Helsinki       |
| 1974  | 8 min 14 s 2  | Anders Gärderud      | Suède                | Helsinki       |
| 1975  | 8 min 09 s 70 | Anders Gärderud      | Suède                | Stockholm      |
| 1976  | 8 min 08 s 02 | Anders Gärderud      | Suède                | Montréal       |
| 1977  | 8 min 14 s 05 | Michael Karst        | Allemagne de l'Ouest | Stockholm      |
| 1978  | 8 min 05 s 4  | Henry Rono           | Kenya                | Seattle        |
| 1979  | 8 min 17 s 92 | Henry Rono           | Kenya                | Champaign      |
| 1980  | 8 min 09 s 70 | Bronisław Malinowski | Pologne              | Moscou         |
| 1981  | 8 min 13 s 32 | Mariano Scartezzini  | Italie               | Zagreb         |
| 1982  | 8 min 16 s 17 | Henry Marsh          | États-Unis           | Coblence       |
| 1983  | 8 min 12 s 37 | Henry Marsh          | États-Unis           | Berlin         |
| 1984  | 8 min 07 s 62 | Joseph Mahmoud       | France               | Bruxelles      |
| 1985  | 8 min 09 s 17 | Henry Marsh          | États-Unis           | Coblence       |
| 1986  | 8 min 10 s 01 | William Van Dijck    | Belgique             | Bruxelles      |
| 1987  | 8 min 08 s 57 | Francesco Panetta    | Italie               | Rome           |
| 1988  | 8 min 05 s 51 | Julius Kariuki       | Kenya                | Séoul          |
| 1989  | 8 min 05 s 35 | Peter Koech          | Kenya                | Stockholm      |
| 1990  | 8 min 10 s 95 | Peter Koech          | Kenya                | Hengelo        |
| 1991  | 8 min 06 s 46 | Moses Kiptanui       | Kenya                | Bruxelles      |
| 1992  | 8 min 02 s 08 | Moses Kiptanui       | Kenya                | Zurich         |
| 1993  | 8 min 06 s 36 | Moses Kiptanui       | Kenya                | Stuttgart      |
| 1994  | 8 min 08 s 80 | Moses Kiptanui       | Kenya                | Zurich         |
| 1995  | 7 min 59 s 18 | Moses Kiptanui       | Kenya                | Zurich         |
| 1996  | 8 min 05 s 68 | John Kosgei          | Kenya                | Milan          |
| 1997  | 7 min 55 s 72 | Bernard Barmasai     | Kenya                | Cologne        |
| 1998  | 8 min 00 s 67 | Bernard Barmasai     | Kenya                | Monaco         |
| 1999  | 7 min 58 s 98 | Bernard Barmasai     | Kenya                | Monaco         |
| 2000  | 8 min 02 s 76 | Bernard Barmasai     | Kenya                | Monaco         |
| 2001  | 7 min 55 s 28 | Brahim Boulami       | Maroc                | Bruxelles      |
| 2002  | 7 min 58 s 09 | Brahim Boulami       | Maroc                | Monaco         |
| 2003  | 7 min 57 s 38 | Saif Saeed Shaheen   | Qatar                | Monaco         |
| 2004  | 7 min 53 s 63 | Saif Saeed Shaheen   | Qatar                | Bruxelles      |
| 2005  | 7 min 55 s 51 | Saif Saeed Shaheen   | Qatar                | Bruxelles      |
| 2006  | 7 min 56 s 32 | Saif Saeed Shaheen   | Qatar                | Athènes        |
| 2007  | 7 min 58 s 80 | Paul Kipsiele Koech  | Kenya                | Bruxelles      |
| 2008  | 8 min 00 s 57 | Paul Kipsiele Koech  | Kenya                | Heusden-Zolder |
| 2009  | 7 min 58 s 85 | Ezekiel Kemboi       | Kenya                | Doha           |
| 2010  | 8 min 00 s 90 | Brimin Kipruto       | Kenya                | Bruxelles      |
| 2011  | 7 min 53 s 64 | Brimin Kipruto       | Kenya                | Monaco         |
| 2012  | 7 min 54 s 31 | Paul Kipsiele Koech  | Kenya                | Rome           |
| 2013  | 7 min 59 s 03 | Ezekiel Kemboi       | Kenya                | Saint-Denis    |
| 2014  | 7 min 58 s 41 | Jairus Birech        | Kenya                | Bruxelles      |
| 2015  | 7 min 58 s 83 | Jairus Birech        | Kenya                | Saint-Denis    |
| 2016  | 8 min 0 s 12  | Conseslus Kipruto    | Kenya                | Birmingham     |
| 2017  | 8 min 1 s 29  | Evan Jager           | États-Unis           | Monaco         |
| 2018  | 7 min 58 s 15 | Soufiane el-Bakkali  | Maroc                | Monaco         |
| 2019  | 8 min 01 s 35 | Conseslus Kipruto    | Kenya                | Doha           |
| 2020  | 8 min 08 s 04 | Soufiane el-Bakkali  | Maroc                | Monaco         |
| 2021  | 8 min 7 s 12  | Benjamin Kigen       | Kenya                | Paris          |
| 2022  | 7 min 58 s 28 | Soufiane el-Bakkali  | Maroc                | Rabat          |
| 2023  | 7 min 52 s 11 | Lamecha Girma        | Éthiopie             | Paris          |

| Année | Temps          | Athlète              | Nationalité | Lieu         |
| ----- | -------------- | -------------------- | ----------- | ------------ |
| 1996  | 10 min 23 s 47 | Courtney Meldrum     | États-Unis  | Atlanta      |
| 1997  | 10 min 30 s 90 | Melissa Teemant      | États-Unis  | Indianapolis |
| 1998  | 9 min 55 s 28  | Daniela Petrescu     | Roumanie    | Bucarest     |
| 1999  | 9 min 48 s 88  | Yelena Motalova      | Russie      | Toula        |
| 2000  | 9 min 40 s 20  | Cristina Casandra    | Roumanie    | Reims        |
| 2001  | 9 min 44 s 36  | Justyna Bąk          | Pologne     | Poznań       |
| 2002  | 9 min 16 s 51  | Alesya Turova        | Biélorussie | Gdańsk       |
| 2003  | 9 min 08 s 33  | Gulnara Samitova     | Russie      | Toula        |
| 2004  | 9 min 01 s 59  | Gulnara Samitova     | Russie      | Héraklion    |
| 2005  | 9 min 15 s 04  | Dorcus Inzikuru      | Ouganda     | Athènes      |
| 2006  | 9 min 17 s 15  | Wioletta Janowska    | Pologne     | Athènes      |
| 2007  | 9 min 06 s 57  | Yekaterina Volkova   | Russie      | Osaka        |
| 2008  | 8 min 58 s 81  | Gulnara Samitova     | Russie      | Pékin        |
| 2009  | 9 min 08 s 39  | Yuliya Zaripova      | Russie      | Berlin       |
| 2010  | 9 min 11 s 71  | Milcah Chemos Cheywa | Kenya       | Rome         |
| 2011  | 9 min 11 s 97  | Habiba Ghribi        | Tunisie     | Daegu        |
| 2012  | 9 min 07 s 14  | Milcah Chemos Cheywa | Kenya       | Oslo         |
| 2013  | 9 min 11 s 65  | Milcah Chemos Cheywa | Kenya       | Moscou       |
| 2014  | 9 min 10 s 64  | Hiwot Ayalew         | Éthiopie    | Glasgow      |
| 2015  | 9 min 05 s 36  | Habiba Ghribi        | Tunisie     | Bruxelles    |
| 2016  | 8 min 52 s 78  | Ruth Jebet           | Bahreïn     | Paris        |
| 2017  | 8 min 55 s 29  | Ruth Jebet           | Bahreïn     | Zurich       |
| 2018  | 8 min 44 s 32  | Beatrice Chepkoech   | Kenya       | Monaco       |
| 2019  | 8 min 55 s 58  | Beatrice Chepkoech   | Kenya       | Palo Alto    |
| 2020  | 9 min 06 s 14  | Hyvin Jepkemoi       | Kenya       | Berlin       |
| 2021  | 8 min 53 s 65  | Norah Jeruto         | Kenya       | Eugene       |
| 2022  | 9 min 06 s 14  | Norah Jeruto         | Kazakhstan  | Eugene       |
| 2023  | 8 min 50 s 66  | Winfred Yavi         | Bahreïn     | Eugene       |

## Palmarès olympique et mondial
| Compétition   | Hommes                | Femmes                   |
| ------------- | --------------------- | ------------------------ |
| Jeux 1920     | Percy Hodge           |                          |
| Jeux 1924     | Ville Ritola          |                          |
| Jeux 1928     | Toivo Loukola         |                          |
| Jeux 1932     | Volmari Iso-Hollo     |                          |
| Jeux 1936     | Volmari Iso-Hollo     |                          |
| Jeux 1948     | Tore Sjöstrand        |                          |
| Jeux 1952     | Horace Ashenfelter    |                          |
| Jeux 1956     | Chris Brasher         |                          |
| Jeux 1960     | Zdzisław Krzyszkowiak |                          |
| Jeux 1964     | Gaston Roelants       |                          |
| Jeux 1968     | Amos Biwott           |                          |
| Jeux 1972     | Kipchoge Keino        |                          |
| Jeux 1976     | Anders Gärderud       |                          |
| Jeux 1980     | Bronisław Malinowski  |                          |
| Mondiaux 1983 | Patriz Ilg            |                          |
| Jeux 1984     | Julius Korir          |                          |
| Mondiaux 1987 | Francesco Panetta     |                          |
| Jeux 1988     | Julius Korir          |                          |
| Mondiaux 1991 | Moses Kiptanui        |                          |
| Jeux 1992     | Matthew Birir         |                          |
| Mondiaux 1993 | Moses Kiptanui        |                          |
| Mondiaux 1995 | Moses Kiptanui        |                          |
| Jeux 1996     | Joseph Keter          |                          |
| Mondiaux 1997 | Wilson Boit Kipketer  |                          |
| Mondiaux 1999 | Christopher Koskei    |                          |
| Jeux 2000     | Reuben Kosgei         |                          |
| Mondiaux 2001 | Reuben Kosgei         |                          |
| Mondiaux 2003 | Saif Saaeed Shaheen   |                          |
| Jeux 2004     | Ezekiel Kemboi        |                          |
| Mondiaux 2005 | Saif Saaeed Shaheen   | Docus Inzikuru           |
| Mondiaux 2007 | Brimin Kipruto        | Yekaterina Volkova       |
| Jeux 2008     | Brimin Kipruto        | Gulnara Samitova-Galkina |
| Mondiaux 2009 | Ezekiel Kemboi        | Marta Domínguez          |
| Mondiaux 2011 | Ezekiel Kemboi        | Habiba Ghribi            |
| Jeux 2012     | Ezekiel Kemboi        | Habiba Ghribi            |
| Mondiaux 2013 | Ezekiel Kemboi        | Milcah Cheywa            |
| Mondiaux 2015 | Ezekiel Kemboi        | Hyvin Jepkemoi           |
| Jeux 2016     | Conseslus Kipruto     | Ruth Jebet               |
| Mondiaux 2017 | Conseslus Kipruto     | Emma Coburn              |
| Mondiaux 2019 | Conseslus Kipruto     | Beatrice Chepkoech       |
| Jeux 2020     | Soufiane el-Bakkali   | Peruth Chemutai          |
| Mondiaux 2022 | Soufiane el-Bakkali   | Norah Jeruto             |
| Mondiaux 2023 | Soufiane el-Bakkali   | Winfred Yavi             |
| Jeux 2024     | Soufiane el-Bakkali   | Winfred Yavi             |